# G.I. Joe (duif)
G.I. Joe (Algiers, 24 maart 1943 - Detroit. 3 juni 1961) is een van de beroemdste postduiven in de wereldgeschiedenis. In de Tweede Wereldoorlog redde G.I. Joe het leven van de bevolking van de plaats Calvi Risorta in Italië en dat van de Britse troepen die daar gelegerd waren.
Op 18 oktober 1943 zou deze plaats door de Amerikaanse geallieerden gebombardeerd worden, zodat de inname van het dorp door de Britten verspoedigd kon worden. De Duitsers trokken zich echter al voortijdig terug en de Britten namen het dorp in. Pogingen via radiocontact om het bombardement te stoppen mislukten en uiteindelijk was het aan G.I. Joe om dit bombardement te voorkomen. G.I. Joe vloog in 20 minuten de 20 mijl terug naar zijn Amerikaanse legerbasis en arriveerde net op tijd om het bombardement tegen te houden. Hij vloog ongeveer 96km per uur. Volgens generaal Mark Clark, commandant in het Amerikaanse vijfde leger, heeft G.I. Joe hiermee naar schatting van duizend militairen de levens gered.
In november 1946 werd G.I. Joe verscheept naar Londen, alwaar hij de Dickin Medal onderscheiding kreeg voor zijn heldendaad; deze medaille werd slechts aan 31 andere oorlogsduiven toegekend, waarvan G.I. Joe de enige duif uit de Verenigde Staten was. De Dickin Medal is de hoogste onderscheiding voor een dier.
Behalve in Italië, diende de duif ook in Noord-Afrika en Tunesië.
Na de Tweede Wereldoorlog woonde hij nog een tijdje op Fort Monmouth, New Jersey en verhuisde in 1957 naar de zoölogische tuinen van Detroit. Op 3 juni 1961 stierf de duif op 18-jarige leeftijd.

## Onderscheidingen
- Dickin Medal, 1946